# (23) Thalia
(23) Thalia ist ein Asteroid des mittleren Hauptgürtels, der am 15. Dezember 1852 vom englischen Astronomen John Russell Hind am George Bishop’s Observatory in London entdeckt wurde.
Der Asteroid wurde benannt nach Thalia, der Muse der Komödie. Thalia ist auch der Name einer der drei Chariten, Töchter der Eurynome durch Zeus. Die anderen Chariten wurden bei der Benennung der Asteroiden (31) Euphrosyne und (47) Aglaja berücksichtigt. Die Namensgebung erfolgte auf Vorschlag von George Bishop, in dessen privater Sternwarte der Asteroid entdeckt wurde.

## Wissenschaftliche Auswertung
Mit Daten radiometrischer Beobachtungen im Infraroten am Mauna-Kea-Observatorium auf Hawaiʻi vom April 1973 und am Cerro Tololo Inter-American Observatory (CTIO) in Chile von 1974 wurden für (23) Thalia erstmals Werte für den Durchmesser und die Albedo von 115 und 144 km bzw. 0,15 und 0,10 bestimmt. Aus Ergebnissen der IRAS Minor Planet Survey (IMPS) wurden 1992 Angaben zu Durchmesser und Albedo für zahlreiche Asteroiden abgeleitet, darunter auch (23) Thalia, für die damals Werte von 107,5 km bzw. 0,25 erhalten wurden. Mit dem Satelliten Midcourse Space Experiment (MSX) wurden 1996 bis 1997 im Rahmen der Infrared Minor Planet Survey (MIMPS) Daten gewonnen, aus denen für den Asteroiden Werte für den mittleren Durchmesser und die Albedo von 105,1 km bzw. 0,27 bestimmt wurden. Radarastronomische Untersuchungen am Arecibo-Observatorium vom 7. bis 12. Oktober 2001 bei 2,38 GHz ergaben für (23) Thalia einen effektiven Durchmesser von 106 ± 12 km. Mit hochaufgelösten Aufnahmen mit dem Adaptive Optics (AO)-System am Teleskop II des Keck-Observatoriums auf Hawaiʻi im Infraroten vom 16. August 2009 konnte ein äquivalenter Durchmesser von 107 ± 13 km abgeleitet werden. Eine Auswertung von Beobachtungen durch das Projekt NEOWISE im nahen Infrarot führte 2012 zu vorläufigen Werten für den Durchmesser und die Albedo im sichtbaren Bereich von 98,0 km bzw. 0,31. Nach der Reaktivierung von NEOWISE im Jahr 2013 und Registrierung neuer Daten wurden die Werte 2016 mit 94,0 km bzw. 0,29 angegeben, diese Angaben beinhalten aber hohe Unsicherheiten.
Eine spektroskopische Untersuchung von 820 Asteroiden zwischen November 1996 und September 2001 am La-Silla-Observatorium in Chile ergab für (23) Thalia eine taxonomische Klassifizierung als S-Typ.
Nach ersten photometrischen Beobachtungen von (23) Thalia von Dezember 1963 bis Februar 1964 in China, aus denen eine Rotationsperiode von 12,308 h abgeleitet worden war, fand in einer Untersuchung von 1979 eine Neubewertung dieser Ergebnisse statt, wonach sie als fehlerhaft angesehen und stattdessen die Hälfte dieser Periode als korrekt erachtet wurde. Dies schien auch durch eigene Beobachtungen am 7. und 9. Juni 1965 an der Southern Station der Sternwarte Leiden in Südafrika unterstützt zu werden, da hier aus der aufgezeichneten Lichtkurve ebenfalls auf eine Rotationsperiode von 6,150 h geschlossen wurde. Es wurden aber für ein sicheres Urteil weitere Messungen über einen längeren Zeitraum als notwendig erachtet.

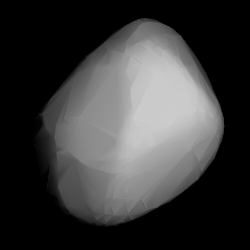
Berechnetes 3D-Modell von (23) Thalia

Nach Beobachtungen vom 27. August bis 3. September 1979 am Table Mountain Observatory in Kalifornien führte eine Bewertung aller Lichtkurven aus den Jahren 1963 bis 1979 nur zu zwei möglichen Werten für die Rotationsperiode, nämlich 12,317 oder 8,217 h, andere Werte wurden ausgeschlossen. Als plausibler wurde dabei die längere der beiden Perioden angesehen, auch die nachträgliche Auswertung von Messungen am 23. April und 24. Juni 1973 an der Catalina Station in Arizona passten zu diesem Wert. Allerdings führten neue Messungen vom 28. Oktober bis 2. November 1984 am Gila Observatory in Arizona zwar nicht zum Ausschluss dieses Wertes, es wurde aber stattdessen eine Periode von 9,77 h bevorzugt. Auch bei photometrischen Beobachtungen des Asteroiden 1986 mit dem Carlsberg-Meridiankreis am Roque-de-los-Muchachos-Observatorium auf La Palma führte die Auswertung aber wieder zu einer Rotationsperiode von 12,310 h, wobei andere Perioden nicht völlig ausgeschlossen werden konnten.
An der Außenstelle El Leoncito des Felix-Aguilar-Observatoriums in Argentinien erfolgten vom 5. bis 7. Mai 1986 neue photometrische Messungen. Aus der aufgezeichneten Lichtkurve wurde eine Rotationsperiode von 12,308 h bestimmt. Auf der Grundlage der archivierten Beobachtungen der Jahre 1963 bis 1986 in Verbindung mit weiteren eigenen Messungen vom 8. und 11. Oktober 1988 am CTIO konnten die Forscher aus Argentinien in einer Untersuchung von 1991 eine Abschätzung für zwei alternative Positionen der Rotationsachse sowie die Achsenverhältnisse eines dreiachsig-ellipsoidischen Gestaltmodells des Asteroiden vornehmen.
Neue Messungen vom 1. und 2. Juli 1991 sowie 24. und 26. September 1992 am La-Silla-Observatorium führten in der Auswertung zu einer Rotationsperiode von 12,388 h. Eine Untersuchung von 1993 konnte dann aus sieben archivierten Lichtkurven eine verbesserte Lösung für die alternativen Positionen der Rotationsachse mit prograder Rotation und eine Periode von 12,322 h ableiten. Für die Achsenverhältnisse wurden ähnlichen Ergebnissen wie zuvor gefunden. Eine Untersuchung von 1995 bestimmte aus Beobachtungen vom 25. Oktober 1984 und 2. Februar bis 6. März 1994 am Roque-de-los-Muchachos-Observatorium sowie vom 20. April 1986 am Siding-Spring-Observatorium in Australien eine Rotationsperiode von 12,308 h, die Rotation wurde aber konträr zu dem früheren Ergebnis als retrograd gefunden.
Mit den von 1963 bis 1994 archivierten Daten aus dem Uppsala Asteroid Photometric Catalogue (UAPC) wurde dann in einer Untersuchung von 2003 erstmals ein dreidimensionales Gestaltmodell des Asteroiden für eine Position der Rotationsachse mit retrograder Rotation und eine Periode von 12,3122 h bestimmt. Das Modell erschien sehr regelmäßig, ohne ebene Bereiche oder scharfe Ecken. Um endgültig Klarheit über die Rotationsperiode von (23) Thalia zu schaffen, erfolgten vom 15. August bis 21. September 2009 noch einmal sehr ausführliche photometrische Messungen des Asteroiden am Organ Mesa Observatory in New Mexico. Die aufgezeichnete Lichtkurve wurde auch hier zu einer Periode von 12,312 h ausgewertet, alle anderen Perioden zwischen 5 und 30 Stunden konnten dagegen sicher ausgeschlossen werden.
Die Auswertung von 50 vorliegenden Lichtkurven führte dann in einer Untersuchung von 2016 erneut zur Erstellung eines dreidimensionalen Gestaltmodells mit einer eindeutigen Rotationsachse mit retrograder Rotation und einer Periode von 12,31241 h. Mit dem neuen Algorithmus All-Data Asteroid Modeling (ADAM) wurde 2017 wieder ein Gestaltmodell erstellt, das alle verfügbaren photometrischen Daten in Verbindung mit hochaufgelösten Infrarot-Aufnahmen des Keck-II-Teleskops auf Hawaiʻi vom August 2009 (siehe oben) reproduziert. Für die Rotationsachse wurden zwei alternative und verbesserte Positionen mit retrograder Rotation und eine Periode von 12,31241 h bestimmt. Für die Größe wurde ein volumenäquivalenter Durchmesser von 120 ± 8 km abgeleitet.
Mit dem Weltraumteleskop Transiting Exoplanet Survey Satellite (TESS) konnten während dessen Durchmusterung des Südhimmels 2018 bis 2019 auch Objekte des Sonnensystems beobachtet werden. Dabei wurden auch die Lichtkurven von fast 10.000 Asteroiden aufgezeichnet. Für (23) Thalia wurde aus Messungen etwa vom 19. Oktober bis 14. November 2018 eine Rotationsperiode von 12,3139 h erhalten.
Zwischen 2012 und 2018 wurden mit der All-Sky Automated Survey for Supernovae (ASAS-SN) auch photometrische Daten von 20.000 Asteroiden aufgezeichnet. Auf mehr als 5000 davon konnte erfolgreich die Methode der konvexen Inversion angewendet werden, darunter auch (23) Thalia, für die in einer Untersuchung von 2021 ein verbessertes dreidimensionales Gestaltmodell für eine Rotationsachse mit retrograder Rotation und einer Periode von 12,3122 h berechnet wurde.
Abschätzungen von Masse und Dichte für den Asteroiden (23) Thalia aufgrund von gravitativen Beeinflussungen auf Testkörper ergaben in einer Untersuchung von 2012 eine Masse von etwa 1,96·1018 kg, was mit einem angenommenen Durchmesser von etwa 107 km zu einer Dichte von 3,07 g/cm³ führte bei einer Porosität von 7 %. Diese Werte besitzen eine Unsicherheit im Bereich von ±10 %.